# Chinookan
Chinookan je porodica sjevernoameričkih indijanskih jezika u području oko rijeke Columbije u Oregonu i Washingtonu. Porodica Chinookan obuhvaća više jezika i dijalekata kojima su se služila, ili se još služe istoimena plemena. Činuki su imali tip kulture tipičan Sjeverozapadnom obalnom području, s gradnjom drvenih kuća, ribolovom (losos), ropstvo, a tipičan im je chinook hat, visoki oslikani šešir od cedrove kore. 
Predstavnici porodice Chinookan su: Cathlacomatup, Cathlacumup, Cathlakaheckit, Cathlamet, Cathlanaquiah (Cathlanahquiah), Cathlapotle, Cathlathlala, Chakwayalham, Charcowa (Charcowah), Chilluckittequaw, Chinook, Chippanchickchick (?), Clackamas, Clahclellah, Clahnaquah, Claninnatas, Clatacut, Clatsop, Clowwewalla, Cooniac, Cushook, Dalles, Ithkyemamits, Kasenos, Katlagulak, Katlaminimin, Killaxthokle, Klemiaksac, Knowilamowan, Ktlaeshatlkik, Kwulkwul, Lakstak, Lower Chinook, Multnomah, Namoit, Nayakaukaue, Nechacokee, Necootimeigh, Neerchokioon, Nemalquinner, Nenoothlect, Scaltalpe, Shahala, Shoto, Skilloot, Smackshop, Teiakhochoe, Thlakalama, Tlakatlala, Tlalegat, Tlashgenemaki, Tlegulak, Upper Chinook, Wahe, Wahkiakum, Wasco, Wakanasisi, Wappatoo, Watlala (Dog River), Willopah, Wiltukwilluk, Wishram (Tlakluit), Yehuh.

## Jezici
Chinook [chh], Wasco-Wishram [wac].

## Vanjske poveznice
- Ethnologue (14th)
- Ethnologue (15th)
- Chinookan Family
- Chinookan Family History
- Chinook Tribes  Arhivirana inačica izvorne stranice od 25. svibnja 2006. (Wayback Machine)